# Arteria thoracica interna

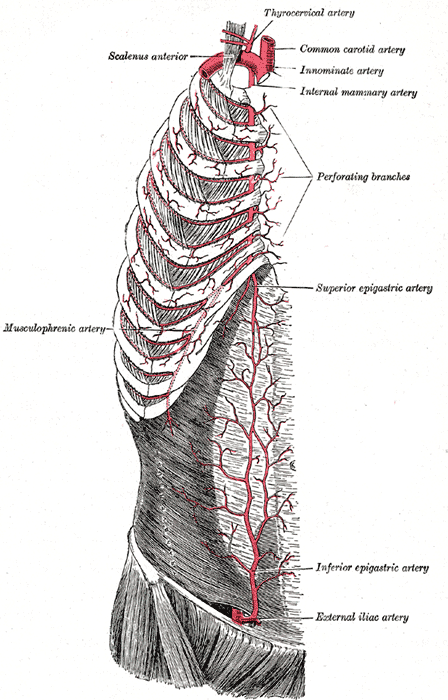
Thoraciae internae är i bilden utmärkt som internal mammary artery (äldre namn).

A. thoracica interna är en parig artär som avgår från nyckelbensartären (a. subclavia) och löper på sidan (lateralt) om bröstbenet (sternum) som den försörjer med blod. De två artärerna förgrenas vidare i vardera revbensmellanrum till aa. intercostales anteriores.

## Galleri

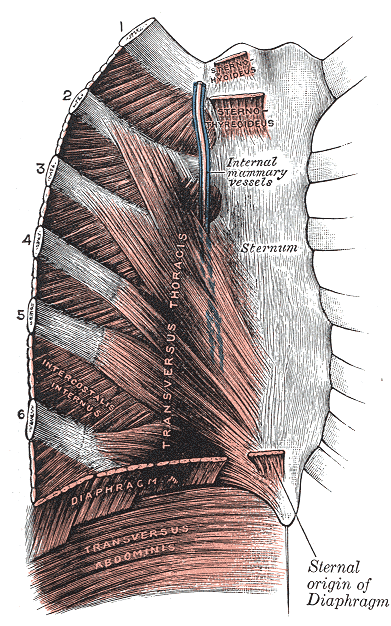
Bröstbenets baksida och revbensbrosket, a. thoraciae internae utmärkt som internal mammary vessels (ven + artär).
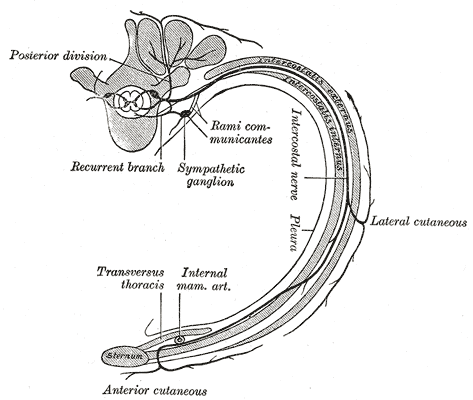
Tvärsnitt över bröstkorgen, a. thoraciae internae ses utmärkt som internal mam. art.